# Walt Disney World Pro Soccer Classic 2011
El Walt Disney World Pro Soccer Classic 2011 fue la 2ª edición de la competición amistosa de pretemporada. Se inició el 24 de febrero y finalizó el 26 de febrero.
FC Dallas ganó el torneo tras vencer por penales a Houston Dynamo.

## Partidos
|  | Semifinales    | Semifinales    |       |              | Final         | Final         |  |
|  | 24 de febrero  | 24 de febrero  |       |              | 26 de febrero | 26 de febrero |  |
|  |                |                |       |              |               |               |  |
|  |                |                |       |              |               |               |  |
|  | Orlando City   | 0              |       |              |               |               |  |
|  | FC Dallas      | 1              |       |              |               |               |  |
|  |                |                |       |              |               |               |  |
|  |                |                |       |              |               |               |  |
|  |                |                |       |              | FC Dallas     | 1 (5)         |  |
|  |                | Houston Dynamo | 1 (3) |              |               |               |  |
|  |                |                |       |              |               |               |  |
|  |                |                |       |              |               |               |  |
|  |                |                |       |              | Tercer lugar  |               |  |
|  |                |                |       |              |               |               |  |
|  | Toronto FC     | 2              |       | Orlando City | 1             |               |  |
|  | Houston Dynamo | 3              |       |              | Toronto FC    | 0             |  |